# Association sportive Kirikitr
Maillots
L'Association sportive Kirikitr, plus couramment abrégé en AS Kirikitr, est un club de football néo-calédonien fondé en 1974 et basé dans la commune de Wé, sur l'île de Lifou en Nouvelle-Calédonie.
Le club est la section football du club omnisports du même nom (dont figure également une section de futsal ou encore de cricket).

## Histoire
Fondé en avril 1974 (la section football du club est fondée le 28 octobre 1988) et situé sur l'île de Lifou, le club se voit pourtant obligé pour des raisons logistiques de disputer ses matchs à domicile au Stade Rivière Salée à Nouméa, la capitale néo-calédonienne.

## Palmarès
| Compétitions nationales                                          | Compétitions amicales                                    |
| ---------------------------------------------------------------- | -------------------------------------------------------- |
| - Championnat de Nouvelle-Calédonie : - 3e : 2004-05 et 2007-08. | Équipe -18 ans - Coupe Yeiwéné (1) : - Vainqueur : 2019. |

## Personnalités du club

### Présidents du club
- André Cima

### Entraîneurs du club
- Jules Hméun[5] (1996 - )

### Anciens joueurs du club
- Georges Gope-Fenepej
- Judikael Ixoée